# デルガード
デルガード（英語: DelGuard）とは、ゼブラが開発したシャープペンシルのブランドである。

## 概要
ゼブラが2014年11月12日に販売を開始した。 キャッチコピーは「もう、折れない。」。芯が折れないことを特徴としており、2つのばねを使い垂直および斜めの力に対応する「デルガードシステム」という機構を搭載している。「デルガード」という名前はこの機構の中の「ガードが出る」構造が由来となっている。
2016年1月21日には高級モデルである「デルガード タイプLx」を、同年11月21日には消しゴム部分に新たな機構を搭載した「デルガード タイプER」を、2018年11月9日には柔らかいグリップを搭載した「デルガード タイプGR」をそれぞれ発売した。
また、シャープペンシル以外でも、2019年1月21日にシャープペンシルと2色ボールペンがセットになった多機能ペン「デルガード+2C」を発売した。

## 製品

### デルガード
最もスタンダードなデルガード。0.3mmの「デルガード 0.3」、0.5mmの「デルガード 0.5」、0.7mmの「デルガード 0.7」の3種類の芯径がある。定価はすべて495円（税込み）。
様々なキャラクターとコラボレーションしたものが多くあり、これまでに「ハローキティ」や「シナモロール」（ともにサンリオ）、「スヌーピー」（ピーナッツ）などのデザインの商品が発売されている。

#### デルガード 0.5
デルガードの0.5mmモデル。「デルガード」ブランドで最も早く発売されたシャープペンシル。2014年11月12日発売。軸色は発売当時はブルー・ブラック・ホワイト・ライトグリーン・ライトブルー・ピンクの6種類だったが、2017年6月16日に新色として、スクエアピンク・スクエアバイオレット・スクエアブルーグリーン・ハニカムグリーン・ハニカムブルー・ハニカムグレーの6色が追加され、現在は12種類となっている。

#### デルガード 0.3
デルガードの0.3mmモデル。2015年11月12日発売。0.5mm用のパーツを0.3mm用に再設計したモデル。軸色はブルー・ブラック・ホワイト・ルミナスブルー・ルミナスピンク・ルミナスバイオレットの6種類。

#### デルガード 0.7
デルガードの0.7mmモデル。2015年11月12日発売。軸色はブルー・ブラック・ホワイト・ブライトブルー・ブライトグリーン・ブライトピンクの6種類。

### デルガード タイプLx
2016年1月21日発売。0.5mmの「デルガード タイプLx 0.5」と0.3mmの「デルガード タイプLx 0.3」の2つの芯径があり、定価はどちらも1100円（税込み）。軸色はどちらもブラック・ブルー・レッド・ホワイトの4種類。
グリップ部分に金属が採用されており、ペンの重心が低くなっている。また、軸にメタリック塗装が施されており、高級感を演出している。

### デルガード タイプER

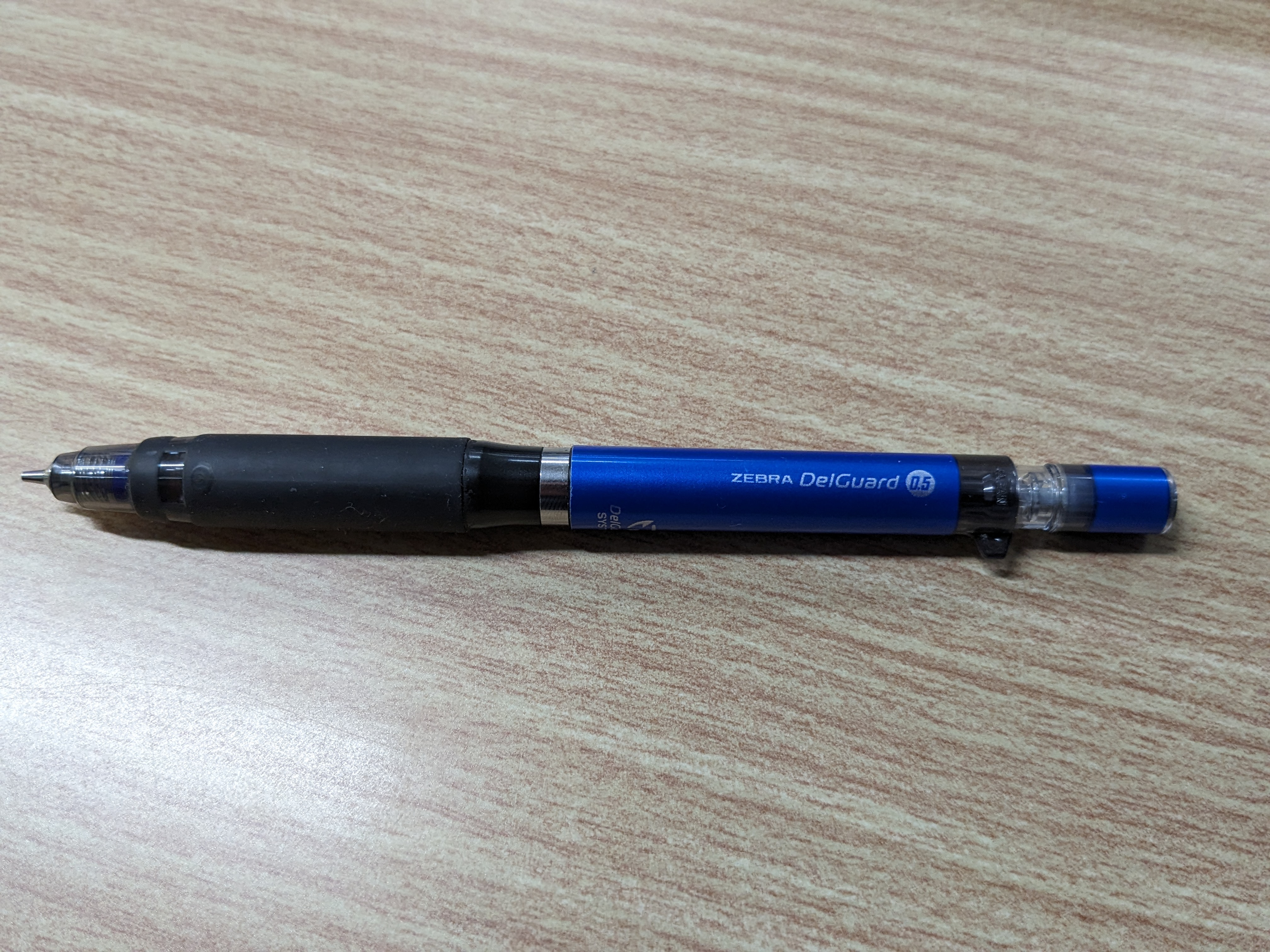
デルガード タイプER

2016年11月21日発売。定価770円（税込み）、軸色はブラック・ブルー・ピンク・バイオレット・ホワイト・シルバーの6種類。名称の「ER」は消しゴム（Eraser）の頭文字。
ペンを逆さにするとノック部分から消しゴムが飛び出て、さらに使用時も引っ込まない「デルイレーサー機構」が搭載されており、素早く文字を消すことができる。また、後部のクリップがなくなり、代わりに転がり防止の小さなでっぱりのみになっている。

#### デルイレーサー機構
| 消しゴムを下に向けるとホルダーが下がり、固定される。 |  | 消しゴムを下に向けるとホルダーが下がり、固定される。 |
| 消しゴムを下に向けるとホルダーが下がり、固定される。 |  |                                                      |

デルガード タイプERのノック部分に搭載されている機構。ペンを逆さにすることで内部の消しゴムホルダーが落下し、ホルダーとノック部の間にある2箇所の溝に小さなボールが挟まり、その上から振り子がかぶさってホルダーを固定することにより、使用時にも消しゴムが引っ込まないようになっている。

### デルガード タイプGR
2018年11月9日発売。定価770円（税込み）、軸色はブラック・ブルー・レッド・コーラルピンク・ミントグリーン・ホワイトの6種類。
グリップ部分に軟らかいゴムを付けたモデル。2層構造のグリップとなっており、グリップ上部はしっかりと握ることができるようのゴムの内側にプラスチックが入った少し硬いもの、グリップ下部は力を分散させるためにゴムのみの軟らかいものとなっている。

### デルガード+2C
2019年1月21日発売。定価1320円、軸色はレッド・ブラック・ブルー・ホワイトの4種類。
「デルガード」ブランド初の多機能ペン。デルガードに加え、黒と赤のボールペン（0.7mm、エマルジョンインク）が内蔵されている。多機能ペン制作にあたって、部品の材料や加工精度を変え、従来のものより小型化した「極小デルガードシステム」を開発した。

## 構造
| 垂直からの力がかかると、上部ばねが作動し力を吸収する。 |  | 垂直からの力がかかると、上部ばねが作動し力を吸収する。 |
| 垂直からの力がかかると、上部ばねが作動し力を吸収する。 |  |                                                        |

| 斜めからの力がかかると、下部ばねが作動し先端のガイドパイプが飛び出る。 |  | 斜めからの力がかかると、下部ばねが作動し先端のガイドパイプが飛び出る。 |
| 斜めからの力がかかると、下部ばねが作動し先端のガイドパイプが飛び出る。 |  |                                                                        |

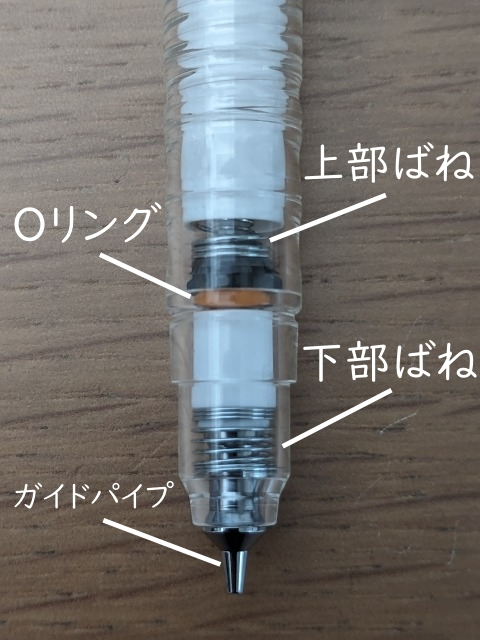
デルガード（先端部）

デルガードの先端部には「デルガードシステム」と呼ばれる機構があり、芯折れ防止機能と芯詰まり防止機能の2つの機能を実現させている。
デルガードシステム内には2つのばねがあり、垂直方向の力がかかった場合には、軸に内蔵された上部ばねが作動し、筆圧を吸収する（クッション機構）。斜め方向の力がかかった場合には、下部ばねが作動し、先端のガイドパイプが飛び出して芯部分を覆うようにして芯折れを防いでいる。この2つのばねは力の角度や強さに応じて自動配分して稼働する。
また、デルガードの軸内部に筒状のスペーサーを取り付けることにより、常に芯を包み込み、芯詰まりを防いでいる。
この2つの機構の間には緩衝材としてオレンジ色のOリングが設置されており、ノックした際に金属部分が動く音を静音化している。
この機構は、ゼブラにより2014年8月6日に特許出願がなされ、2017年11月2日に特許6236365号および特許6236366号として登録されている。

## 歴史

### 構想から発売
2008年、芯の偏減りを防止する機構を搭載したクルトガ（三菱鉛筆）が大ヒットを記録したことに刺激され、翌年の2009年に「芯の折れないシャープペンシル」の開発が始まった。しかし、すでに他社で発売されていたシャーペンに使用されていた、垂直からの強い力で芯が引っ込む機構を超えるアイデアが出ず、一時は計画が凍結しかかった。
それからいったん開発テーマを変え、他の部分での利便性の向上を図ったが、それも明確な方針が見いだせず、開発開始から3年が経った2012年9月、本格的に開発を再スタートさせた。
再始動した企画に携わった約10人が約60余りのアイデアを出し合い、その中にあった「先端を動かして芯をガードする方法」が採用された。その後100以上の試作品を作成した結果、機構が採用されてから半年後に、2つのばねと金属のガードが互いに連動し、垂直や斜めの力にも対応する現在の「デルガードシステム」が開発された。
2013年秋に行なわれた新技術を説明した役員会では「これは売れる」と評価された。その後も社内や消費者のモニター調査を実施し、その中で浮上した「金属のガードが動く際に聞こえる音が気になる」という意見に対して緩衝材となるゴムを使用したOリングを取り付ける、などの調整をし、発売日への準備を進めていった。
2014年の2月にぺんてるから、芯全体をガイドパイプで覆うことによって芯の折れを防ぐオレンズが発売され、社内は一時騒然となったが、通常のシャープペンシルと同じように使うことができるデルガードとは発想が違う、と気を取り直し、開発を続けた。
開発開始から5年後の2014年11月12日、「もう、折れない。」というキャッチコピーのもと、ゼブラからデルガードが発売された。

### 発売後
11月は受験シーズンに向けてシャープペンシルの需要が高まる時期であり、さらに発売前からマスメディアやインターネット、文房具の評論家からの反応が良かったことも踏まえ、11月から翌年3月末までで200万本という販売計画を立てた。しかし、発売直後から話題になり、一時は品薄状態にまで陥った。その後安定供給が可能になり、翌年の2015年3月には目標の200万本を達成し、2016年11月には1000万本、2018年12月には2000万本をそれぞれ突破した。
2015年3月6日には、文房具店員が選出する「文房具屋さん大賞2015」の大賞を、7月8日には「日本文具大賞」機能部門の優秀賞を、同年8月3日には「キッズデザイン賞」一般部門を、それぞれ受賞した。
同年に発表された日経MJの「日経ヒット商品番付」では、発売1年で販売数が約400万本となったことを評価され、前頭として番付入りを果たした。

### 新モデルの発売
2015年11月12日には、すでに発売していた芯径0.5mmのモデルに加え、芯径0.3mmの「デルガード0.3」と、芯径0.7mmの「デルガード0.7」を同時発売した。
2016年1月21日には、金属グリップを組み込んだ高級タイプの「デルガード タイプLx」を発売した。また、同年11月21日には、シャープペンシルを逆さにすることで消しゴムが出てくる機構を搭載した「デルガード タイプER」を発売した。
2018年11月9日には、グリップに軟らかいゴムをつけ、指先が痛くなりにくいようにした「デルガード タイプGR」を発売した。
2019年1月21日には、黒と赤のボールペンに加え、小型化したデルガードを搭載した多機能ペン、「デルガード+2C」を発売した。

## 受賞歴
- 2015年
  - 3月6日 - 文房具屋さん大賞2015 大賞[47][48]
  - 7月8日 - 日本文具大賞 機能部門 優秀賞[49]
  - 8月3日 - キッズデザイン賞 一般部門[50][51]

## 評価
ステーショナリーディレクターの土橋正は、芯の折れを防止する機構については「なかなか面白く、頼もしい機構」と評価しているが、一方でデザイン面では「クルトガと似たような感じ。独自のデザインで攻めてもよかったのではないか」と述べている。
文房具ライターの高畑正幸は、デルガードの芯の折れを防止する機構を「合気道のような仕組み」と例えており、また、特に「集中を切らさないシャープペンシル」としてデルガード タイプERを挙げている。
同じく文房具ライターのきだてたくは、デルガード タイプERでクリップをなくしたことについて「消すときに邪魔になるという理由でクリップさえも排除している。消しやすさにこだわる姿勢に感服」と評価している一方、「これが改悪だと感じる人がいるかもしれない」としている。

### 書籍
- 『文房具屋さん大賞2015』扶桑社、2015年2月23日。ISBN 978-4-594-60965-8。OCLC 906687670。
- 和田哲哉『「頭」が良くなる文房具』双葉社、2017年12月24日。ISBN 978-4-575-31327-7。 NCID BB26741083。OCLC 1020779206。
- 日経デザイン 編『文具と雑貨づくりの教科書』（第2版）日経BP、2018年4月23日。ISBN 978-4-8222-5657-9。 NCID BB26126548。OCLC 1035566375。
- ゼブラ『ゼブラ完全ガイドブック』実務教育出版、2018年8月10日。ISBN 978-4-7889-1470-4。OCLC 1122879635。

### 雑誌
- 「ヒットの軌跡 ゼブラのデルガード」『日経トレンディ』第388号、日経BP、2015年8月4日、96-99頁、OCLC 852240484。
- 「シャープペン 回転させると消しゴムが飛び出る「新デルガード」」『日経トレンディ』第413号、日経BP、2017年2月4日、36頁、OCLC 852240484。
- 「シャープペンも心も“折れない”ことが大事らしい……」『Begin』第344号、株式会社Begin、2017年5月16日、116-117頁、OCLC 852245983。